# Arte contemporáneo
Arte contemporáneo es un término utilizado para describir el arte de hoy, generalmente refiriéndose al arte producido desde la década de 1970 en adelante. La palabra 'contemporáneo' engloba un conjunto muy heterogéneo de prácticas cuya asignación a la contemporaneidad es caduca por definición. Diversos autores han abordado esta problemática, ahondando a menudo en la diferencia con el Arte moderno y su acotación histórica.
En otras disciplinas, como lo son: literatura moderna y literatura contemporánea denotan significados diferentes. De manera mucho más clara, el concepto de música moderna suele reservarse para la música popular moderna (de la industria musical de consumo masivo); mientras que el de música contemporánea se hace para el de la música académica del siglo XX —aunque también es común encontrar publicaciones e instituciones que asimilan ambas denominaciones y que hablan de 'arte moderno y contemporáneo'.
Además de la práctica artística propiamente dicha, el arte contemporáneo incluye ámbitos tales como la crítica y teoría del arte, la educación artística con sus instituciones educativas y escuelas de arte, la curadoría, las publicaciones sobre arte contemporáneo, los medios de difusión y mediación, el coleccionismo público y privado, las galerías y las ferias que constituyen el mercado del arte contemporáneo, la industria de producción del arte contemporáneo y los lugares en los que se exhiben, se conservan y documentan las obras de arte contemporáneo.

## Historia

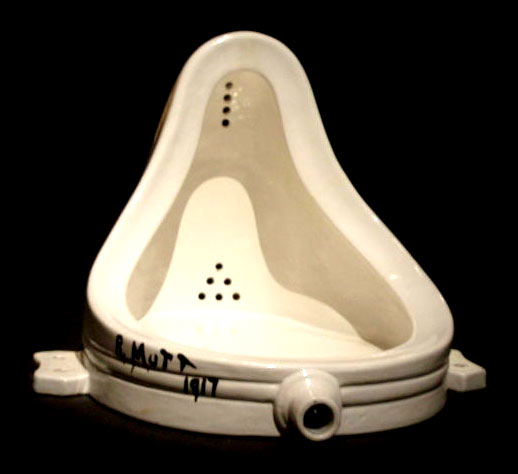
Fuente. Marcel Duchamp, 1917.

A pesar de que el arte contemporáneo comparte cosas con el arte moderno o de Vanguardia, tales como el  cuestionamiento de los convencionalismos y la tradición, con frecuencia se enmarca dentro del pensamiento posmoderno. Desde la teoría postestructuralista se ha hablado de arte 'posmoderno' en oposición al arte 'moderno' en cuestiones como la autoría, la subjetividad del artista o la originalidad. El arte en la postmodernidad sería aquel que se nutre de obras que reinterpretan, resignifican otras obras, o explotan cualidades sociales, culturales, políticas o comunicativas del arte, superando el confinamiento subjetivo y los ideales románticos de la creación artística.
Un rasgo característico del arte contemporáneo es su estrecha relación con las instituciones o las estructuras de validación artísticas (museos, galerías de arte, bienales o ferias de arte), que utiliza para legitimarse pero que cuestiona simultáneamente; un fenómeno cuyos antecedentes encontramos, por ejemplo, en la obra de Marcel Duchamp Fuente (1917), un urinario exhibido como obra de arte. Esta maniobra se conoce como readymade u objeto-encontrado, y tiene una gran importancia en el desarrollo del arte contemporáneo.
La idea de que 'cualquier objeto puede ser arte', no solo pone de relieve la importancia de las estructuras artísticas en el proceso de validación del arte, sino que también afianza un nuevo modelo de artista alejado de la artesanía. Por primera vez, el artista prescinde por completo de sus habilidades manuales y se presenta como administrador, reformando ideas muy arraigadas a las vanguardias como la originalidad, dando tanta o más importancia al trabajo intelectual y al capital social como al objeto artístico —unas condiciones que harán del arte conceptual un paradigma de contemporaneidad. En este sentido, se ha dicho que «todo artista contemporáneo es un artista post-conceptual».

## Ámbito de aplicación
Algunos definen el arte contemporáneo como el arte producido durante "nuestra vida", reconociendo que las vidas y los periodos vitales varían. Sin embargo, se reconoce que esta definición genérica está sujeta a limitaciones especializadas.
La clasificación de "arte contemporáneo" como un tipo especial de arte, en lugar de una frase adjetival general, se remonta a los inicios del Modernismo en el mundo anglosajón. En Londres, la Sociedad de Arte Contemporáneo fue fundada en 1910 por el crítico Roger Fry y otros, como una sociedad privada para la compra de obras de arte para colocarlas en museos públicos. En la década de 1930, se fundaron otras instituciones que utilizaban el término, como en 1938 el Contemporary Art Society de Adelaida, Australia, y un número cada vez mayor después de 1945. Muchos, como el Instituto de Arte Contemporáneo de Boston cambiaron sus nombres de los que usaban "arte moderno" en este periodo, ya que el modernismo pasó a definirse como un movimiento artístico histórico, y gran parte del arte "moderno" dejó de ser "contemporáneo". Naturalmente, la definición de lo que es contemporáneo está siempre en movimiento, anclada en el presente con una fecha de inicio que avanza, y las obras que la Sociedad de Arte Contemporáneo compró en 1910 ya no podrían calificarse de contemporáneas.
El final de la Segunda Guerra Mundial y la década de 1960 son algunos de los momentos que han marcado un cambio en los estilos artísticos. Tal vez haya habido una falta de puntos de ruptura naturales desde la década de 1960, y las definiciones de lo que constituye el "arte contemporáneo" en la década de 2010 varían, y en su mayoría son imprecisas. Es muy probable que se incluya el arte de los últimos 20 años, y las definiciones a menudo incluyen arte que se remonta aproximadamente a 1970;"el arte de finales del siglo XX y principios del XXI"; "tanto una consecuencia como un rechazo del arte moderno"; "En sentido estricto, el término "arte contemporáneo" se refiere al arte realizado y producido por artistas que viven en la actualidad"; "Arte desde los años sesenta o [19]setenta hasta este mismo minuto"; y a veces más allá, sobre todo en contextos museísticos, ya que los museos que forman una colección permanente de arte contemporáneo se encuentran inevitablemente con este envejecimiento. Muchos utilizan la formulación "Arte Moderno y Contemporáneo", que evita este problema. Las galerías comerciales más pequeñas, las revistas y otras fuentes pueden utilizar definiciones más estrictas, tal vez restringiendo lo "contemporáneo" a obras del año 2000 en adelante. Los artistas que siguen siendo productivos después de una larga carrera, y los movimientos artísticos en curso, pueden presentar un problema particular; las galerías y los críticos a menudo son reacios a dividir su trabajo entre lo contemporáneo y lo no contemporáneo.
La socióloga Nathalie Heinich establece una distinción entre el arte moderno y el contemporáneo, describiéndolos como dos paradigmas diferentes que se superponen parcialmente históricamente. Según ella, mientras que el "arte moderno" desafía las convenciones de representación, el "arte contemporáneo" desafía la noción misma de obra de arte. Considera la obra de Duchamp Fountain (realizada en la década de 1910 en pleno triunfo del arte moderno) como el punto de partida del arte contemporáneo, que cobró impulso tras la Segunda Guerra Mundial con las performances del Gutai, los monocromos de Yves Klein y el Dibujo borrado de De Kooning de Rauschenberg.

## Ejemplos
Algunos ejemplos de arte contemporáneo etiquetados y ordenados por décadas:
| Década de 1960 | Década de 1970 | Década de 1980 | Década de 1990 | Década de 2000 | Década de 2010                                                                             |
| --- | --- | --- | --- | --- | ------------------------------------------------------------------------------------------ |
| - Expresionismo abstracto - Art & Language - Arte conceptual - Fluxus - Happening - Environment - Arte cinético - Minimalismo - Neo-Dada - Op Art - Performance - Arte Pop - Posminimalismo - Arte psicodélico - Videoarte | - Arte pobre - Arte ASCII - Bad Painting - Body art - Libro-arte - Arte feminista - Instalación - Land Art - Fotorrealismo | - Arte digital - Grafiti - Arte postconceptual - Neoexpresionismo - Arte sonoro - Transvanguardia - Videoinstalación - Crítica institucional - Arte relacional | - Arte corporal (Body art) - Arte digital - Hiperrealismo - Net art - New media art - Arte relacional - Young British Artists | - Arte urbano (Street art) - Arte virtual - Neo-minimalismo - Neo-Geo - Arte-conferencia - Videoperformance - Ledart - Kawaii Art | - Post-internet - Arte virtual - Arte autogenerativo - Arte algorítmico - Arte Resiliencia |